# Hans Liberg
Hans Stefanus Liberg (Amsterdam, 18 april 1954) is een Nederlandse musicoloog en cabaretier.

## Levensloop
Geïnspireerd door het pianospel van zijn grootmoeder kwam hij al vroeg in contact met de muziek. Piano en gitaar zijn instrumenten die hij sinds zijn schooltijd bespeelt. Later leerde hij ook nog klarinet, banjo, trompet en contrabas bespelen. Na zijn middelbareschooltijd in Amsterdam aan het Cartesius Lyceum (eindexamen gymnasium in Breda) studeerde Liberg muziekwetenschap in Amsterdam.
In 1983 haalde hij een finaleplaats in het Camerettenfestival.

## Voorstellingen
De shows van Liberg zijn opgebouwd rondom bekende stukken uit de klassieke muziek. Hij brengt meestal korte fragmenten hieruit en vermengt ze met andere bekende stukken uit de jazz, popmuziek en amusementsmuziek, waarmee hij probeert het publiek op het verkeerde been te zetten. Geen twee voorstellingen zijn gelijk aan elkaar, aangezien hij veel gebruikmaakt van improvisatie en interactie met het publiek.
De stijl van Hans Liberg vertoont grote overeenkomsten met die van Victor Borge.
Hij trad ook op in België, Duitsland, Frankrijk, Oostenrijk, Engeland en Zwitserland. Ook heeft hij een tour gemaakt door de VS. In 2016 kondigde hij aan dat zijn lopende tournee de laatste zou zijn.

## Onderscheiding en prijzen
- Liberg is ridder in de Orde van de Nederlandse Leeuw. Ter gelegenheid van zijn zilveren jubileum kreeg hij op 9 maart 2008 de versierselen opgespeld door burgemeester Ernst Bakker van Hilversum tijdens een voorstelling in Theater Carré in Amsterdam.
- Winnaar Pall Mall Exportprijs (1985)
- Winnaar Duitse 'Knorrhahn Preis' in Wilhelmshaven (1991)
- Winnaar van de 'Schwerte Kabarettpreis' (1991)
- Liberg ontvangt een eervolle vermelding tijdens het 'Gouden Roos Festival' (1997)
- Nominatie voor de Rockie Banff Award in Canada (1997)
- Winnaar 'International Emmy Award' voor het televisieprogramma 'Liberg zaps himself' (1997)[2]
- Winnaar van de Moers Comedy 'Henrietta' Award (1998)
- Winnaar in de categorie 'Musikpreis' de "Bayerische Kabarettpreis - Der Goldene Spaten 2003"
- Winnaar van de Schneesternpreis op het comedyfestival van Arosa, Zwitserland (2004)

## Tournee
Hieronder volgt een overzicht van de voorstellingen die Hans Liberg door de jaren heen heeft gegeven:
| Voorstelling              | Periode   | Taal       |
| ------------------------- | --------- | ---------- |
| DADA                      | 1983-1985 | NL         |
| Berg Berg                 | 1985-1987 | NL         |
| Wortel Bach Live          | 1987-1989 | NL, DE     |
| Chanel/4711               | 1989-1991 | NL         |
| Internationaal            | 1991-1992 | NL, EN     |
| Nu ook voor vrouwen       | 1993-1996 | NL, DE     |
| De vier J@@rgetijden      | 1996-1998 | NL, DE     |
| Nieuwe Show               | 1998-2002 | NL, DE     |
| TATATATA                  | 2003-2005 | NL, DE     |
| De Negende                | 2006-2007 | NL, DE     |
| Das Beste                 | 2007-2008 | DE         |
| 25 jaar Hans Liberg       | 2007-2009 | NL, EN     |
| Ick Hans Liberg           | 2010-2013 | NL, DE, EN |
| ATTACCA                   | 2013-2016 | NL, DE     |
| Jazz & Pop-Up Comedy      | 2015-2016 | NL         |
| Trálálálá voor iederéén!! | 2016-2017 | NL         |